# Tapeceiro

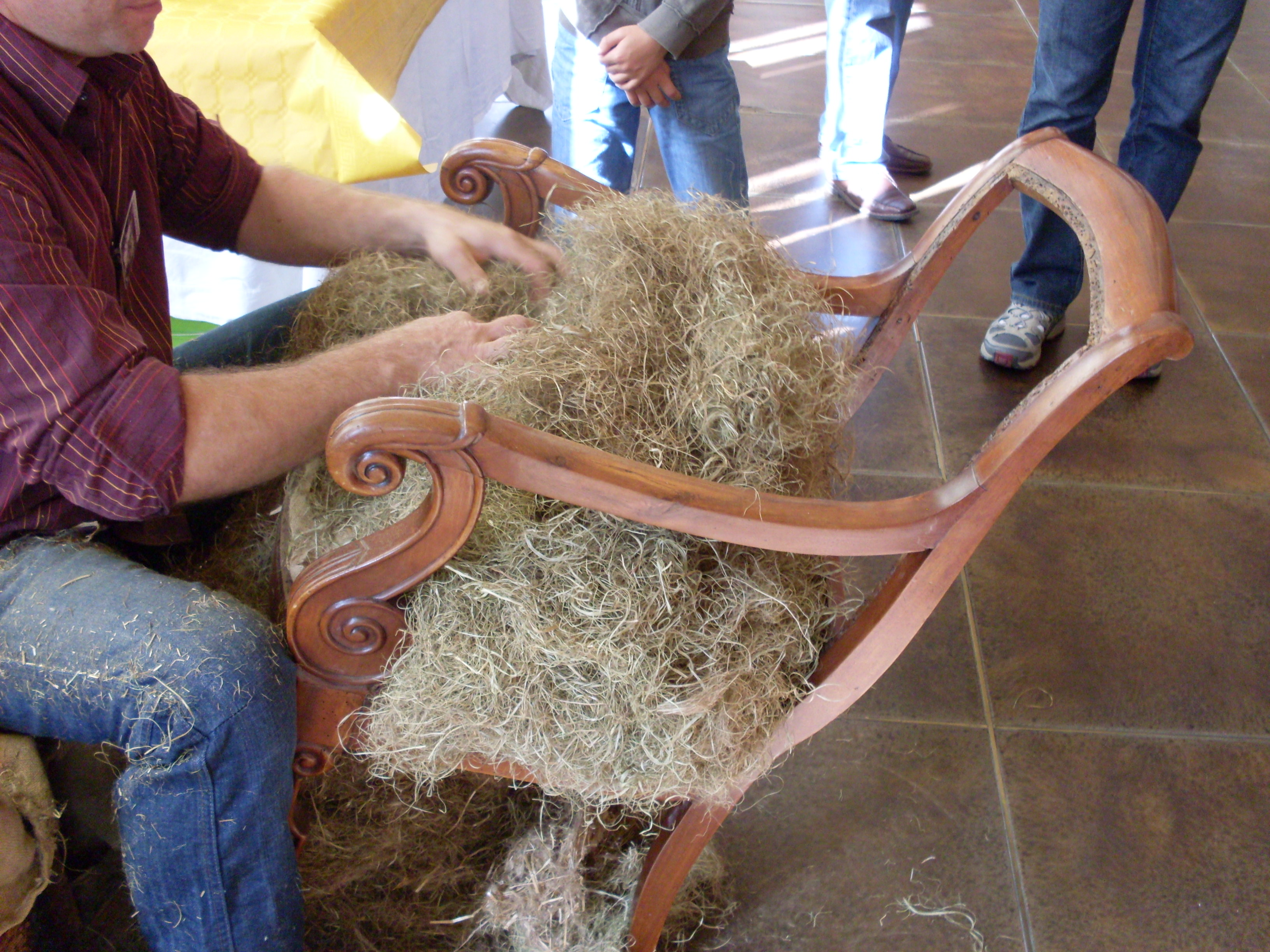
Um tapeceiro restaurando uma cadeira

Tapeceiro é o artesão que exerce o ofício de forrar com tecido ou couro assentos domésticos, de automóveis, motocicletas ou barcos, fixando o material com pregos ou grampos. O tapeceiro também se dedica a restaurar e melhorar a comodidade dos móveis.